# 코바야시 토시오
코바야시 토시오(일본어: 小林 俊夫, 3월 4일~)는 일본의 나레이터, 성우이다. 도쿄도 출신이다. 아오니 프로덕션 소속이다.